# Ли Пуц (Терамо)
Ли Пуц (итал. Li Puzz) је насеље у Италији у округу Терамо, региону Абруцо.
Према процени из 2011. у насељу је живело 41 становника. Насеље се налази на надморској висини од 269 м.